# Балтазар Пермозер
Балтазар Пермозер ( нім. Balthasar Permoser 13 серпня, 1651, - 20 лютого, 1732, Дрезден ) - німецький скульптор доби бароко, баварець за походженням. Працював і як ювелір. Представник пізнього бароко і рококо в німецькій скульптурі.

## Біографія
Походить з Баварії. Син простого селянина. Ще в дитинстві виявив художні здібності,  батьки віддали його до навчання різьбяра.
Скульптор за фахом. З 1670 року у Відні. Бажання удосконалити свою майстерність привело до подорожі в Італію, де працював в місті Флоренція.
Серед його вчителів - Вулф Вейссенкірхен та італієць Джованні Баттіста Фоджині ( 1652-1725 ).

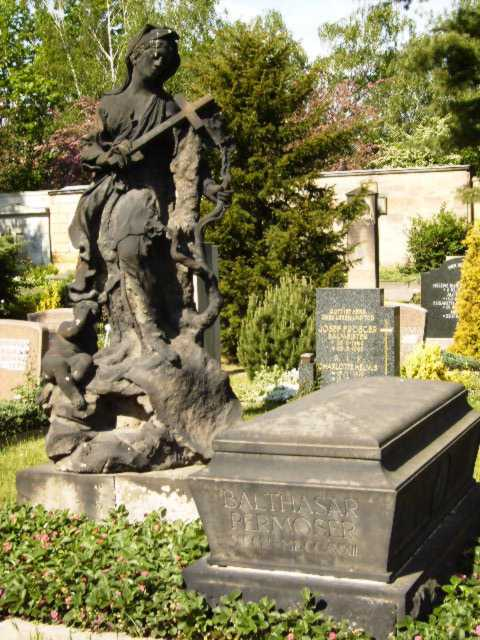
Простий надгробок скульптора Пермозера на Старому католицькому цвинтарі в Дрездені.

Слава про австрійського майстра перетнула кордони,  і Балтазар Пермозер отримав запрошеня на працю в княжий Дрезден. Вдруге подорожував по Італії у 1697-98 рр. На зворотному шляху відвідав Зальцбург, Відень і Берлін.
В повну силу талант скульптора розкрився в Дрездені, особливо під час будівництва палацового комплексу - Цвінґер на початку 18 століття. На відміну від Андреаса Шлютера -  архітектурою не займався.
Помер в Дрездені, похований на Старому католицькому цвинтарі міста.

## Перелік творів скульптора

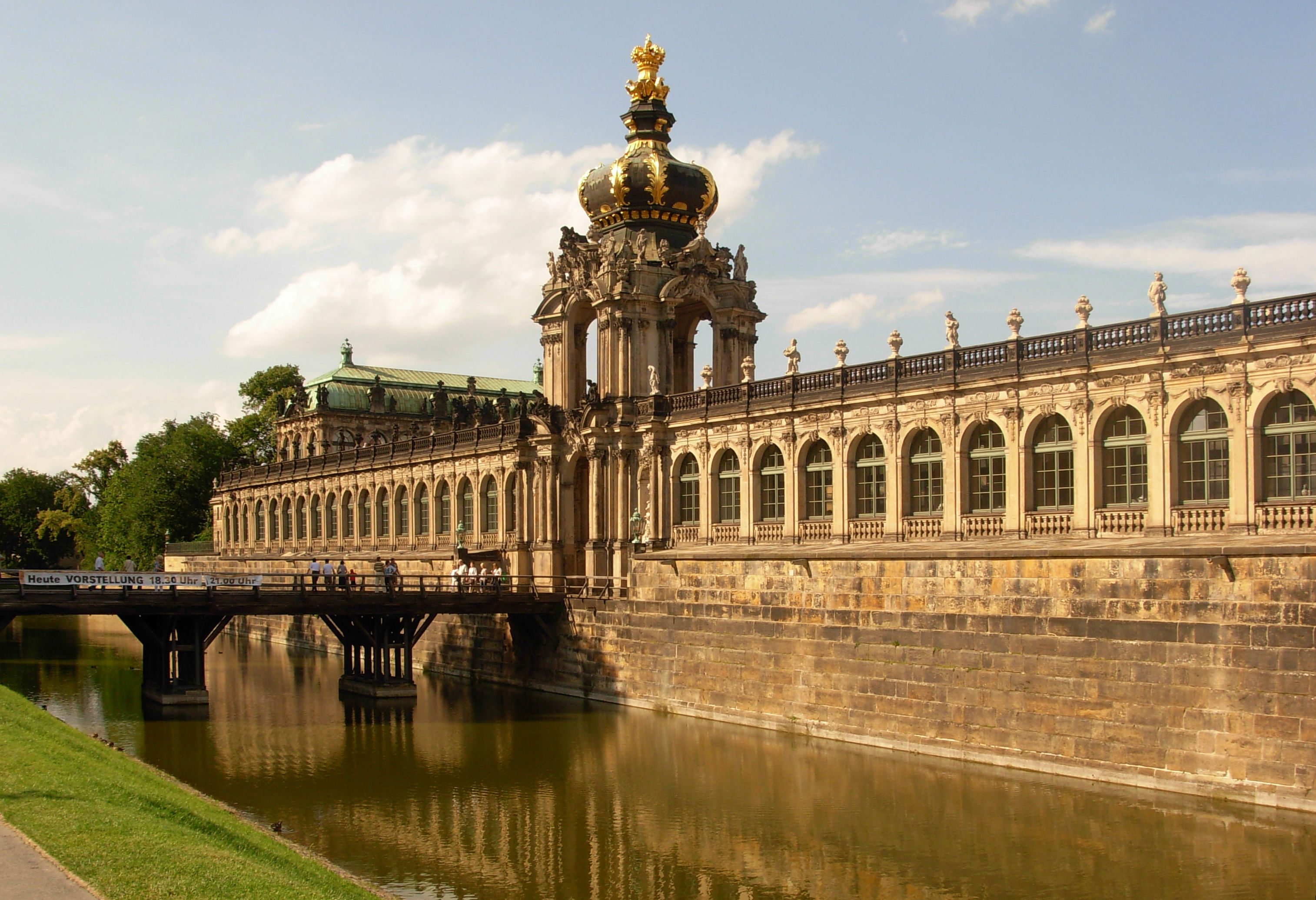
Брама Кронентор,Цвінґер

- Апофеоз полководця принца Євгена Савойського, Музей бароко, Відень
- Скульптури для фасаду церкви Св. Каетано
- Геркулес для парку Гроссер гартен, Дрезден
- Герми павільйону на валу, Цвінґер
- Скульптури «Купальня німф», Цвінґер
- Скульптури Церери та Вулкана, Брама Кронентор,  Цвінґер
- Атланти - герми для балкону Королівського палацу, Берлін
- Надгробок принцес Анни та Вільгельміни, Собор, Фрейберг, Німеччина.
- Погруддя «Прокляття», Лейпциг, Німеччина.

## Галерея творів

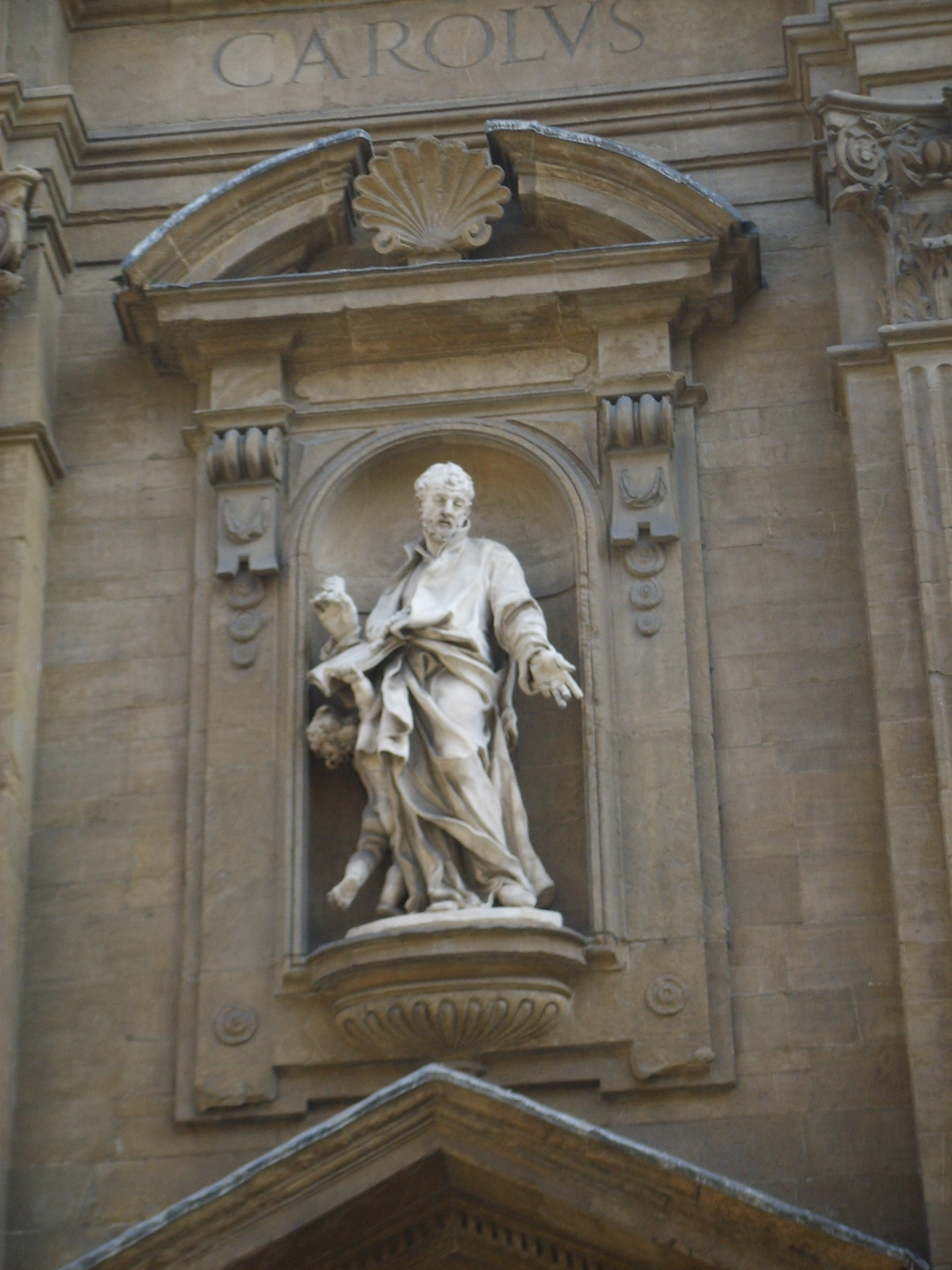
Св. Каетано
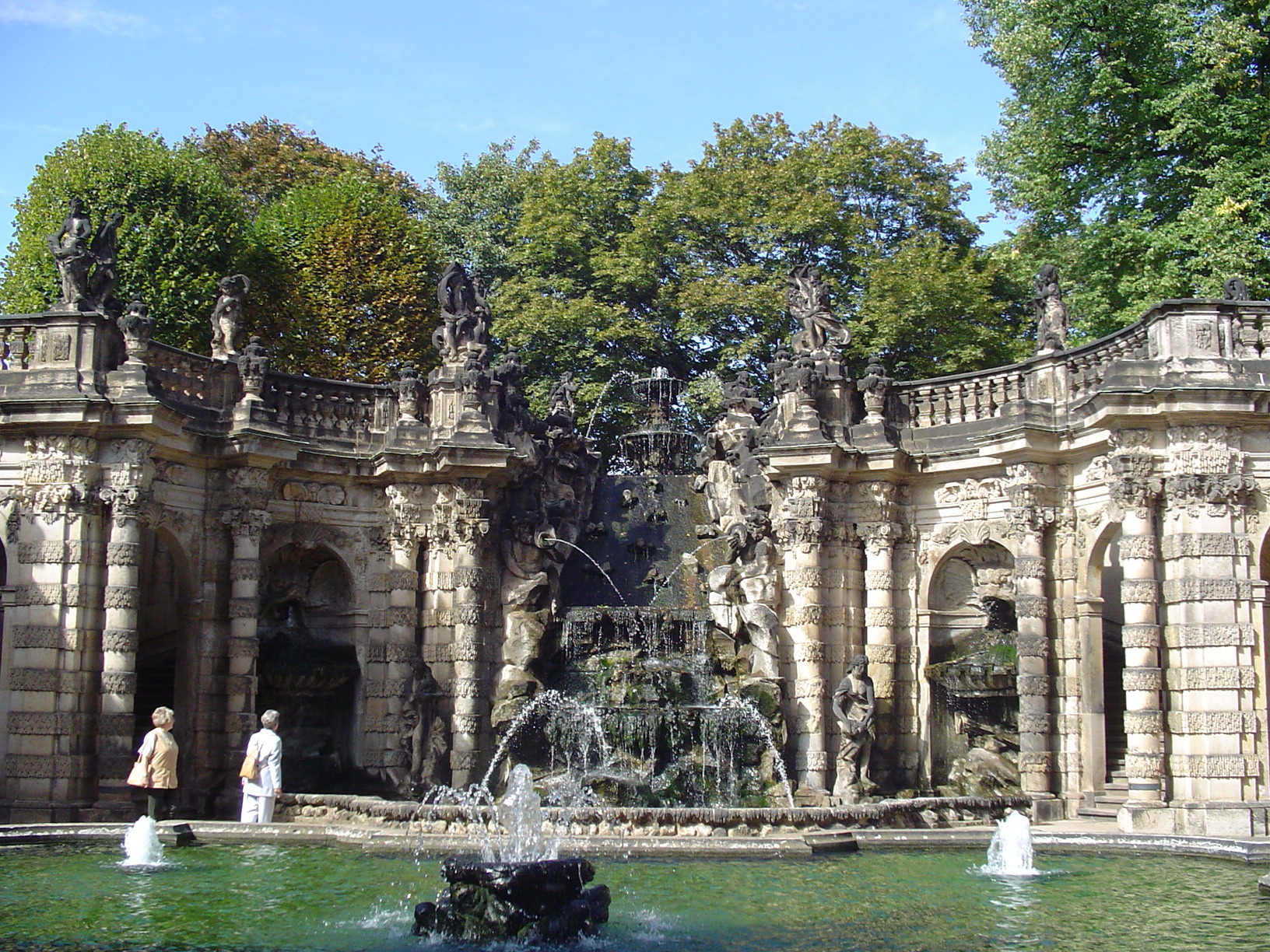
Фонтани Цвінґера
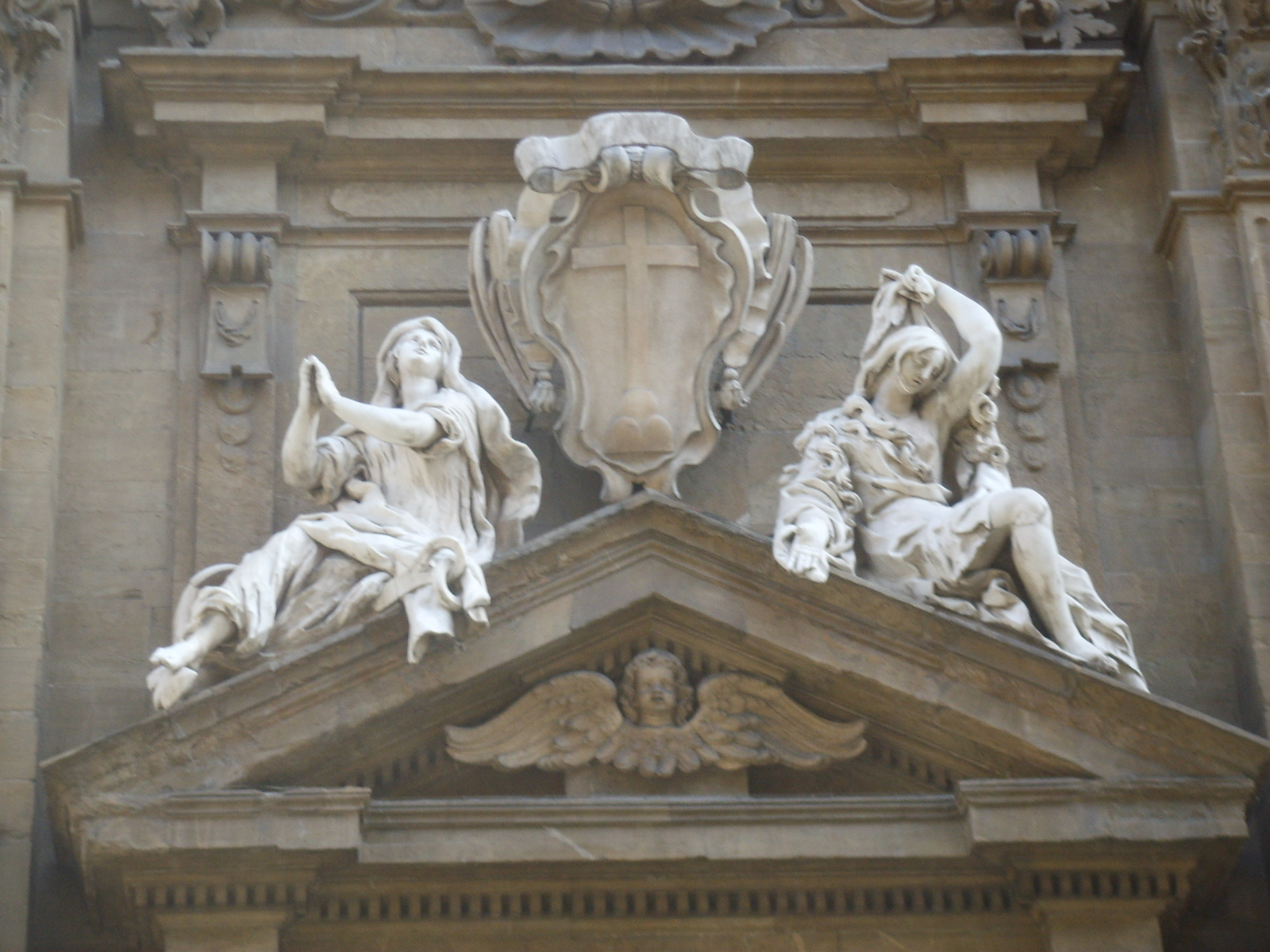
Оздоби церкви Св. Каетано.